# Irene Herradas
Irene Herradas Martín (14 de junio de 1978, Madrid) es una jugadora española de baloncesto profesional que actualmente milita en el club madrileño Olímpico 64 en Liga Femenina 2. Con 1.86 de estatura jugaba en la posición de pívot. Fue integrante de la selección española que obtuvo la medalla de plata en el Eurobasket 2007.

## Palmarés con España
- Eurobasket 2007 ( Italia)